# Gulhuvad skaftstekelfluga
Gulhuvad skaftstekelfluga (Physocephala vittata) är en tvåvingeart som först beskrevs av Johan Christian Fabricius 1794.  Gulhuvad skaftstekelfluga ingår i släktet Physocephala och familjen stekelflugor. Enligt den svenska rödlistan är arten nationellt utdöd i Sverige. . Arten har tidigare förekommit på Gotland men är numera lokalt utdöd. Artens livsmiljö är jordbrukslandskap. Inga underarter finns listade i Catalogue of Life.